# Большой Таткуль
Большо́й Та́ткуль — озеро в Челябинской области, севернее города Чебаркуль. Находится на территории Ильменского заповедника.

## География
Южнее Большого Таткуля расположены озёра Большое и Малое Миассово и Кыскыкуль. Через Таткуль протекает река Ильменка. Ближайшие населённые пункты — посёлки Миасский (в составе городского округа Миасс) и Уразбаева.
Берега озера холмистые, полустепные.
Административно входит в городской округ Миасс.

## Название
Название происходит от распространённого в прошлом у татар и башкир древнего мужского имени Таткул с основой таты — «ласковый», «спокойный», «мирный».

## Растительный и животный мир
Дно песочное и каменное. Здесь водятся плотва, окунь и щука.